# Port lotniczy University of Illinois Willard
Port lotniczy University of Illinois Willard (IATA: CMI, ICAO: KCMI) – port lotniczy położony w Tolono Township, w stanie Illinois, w Stanach Zjednoczonych.